# Nymphalis intermedia
Nymphalis intermedia är en fjärilsart som beskrevs av Mezger 1934. Nymphalis intermedia ingår i släktet Nymphalis och familjen praktfjärilar. Inga underarter finns listade i Catalogue of Life.